# جيل شيفيلد
جيل شيفيلد هي مدافعة ومناصرة عالمية عن القضايا المرتبطة بالأمومة والصحة الجنسية والإنجابية، وهي أيضا عضو مؤسس للجمعية الدولية المعنية بقضايا الوضع والرعاية الصحية للآسرة.

## نبذة عامة
بدأ اهتمام جيل شيفيلد تجاه قضية الصحة الإنجابية للنساء في الدول النامية في الظهور خلال فترة الستينات، عندما قامت بالتطوع كمدرسة في أحد عيادات تنظيم الأسرة في مستشفى بيمواني للولادة بكينيا. وخلال فترة ازدهار الحركة النسوية في الولايات المتحدة الأمريكية، كان يمنع القانون النساء القابعات في كينيا من استخدام وسائل منع الحمل دون الحصول على إذن مسبق من أزواجهن. وقد هذا الغياب الصارخ للمساواة في هذا المجتمع جيل للانتقال من عملها كمدرسة إلى ناشطة ومدافعة عن حقوق النساء المرتبطة بالإنجاب والأمومة.

## العمل التنظيمي
خلال عام 1987، قامت شيفيلد بالاشتراك في تأسيس مؤسسة الرعاية الأسرية العالمية، وهي مؤسسة عالمية غير هادفة للربح تسعى لتحسين أوضاع الصحة الإنجابية للنساء في أكثر الدول فقرا على مستوى العالم، وقد قامت ظلت على رأس المنظمة لمدة 20 عامًا. وهي المنظمة الأولى من نوعها التي يتم تأسيسها من أجل التركيز على أوضاع ما يقرب من 500 ألف أمرأة من المعرضين لخطر الموت سنوياً آثناء فترة الحمل والولادة، وذلك بهدف وضع الأمومة على سلم أولويات الأجندة الدولية للعمل الجماعي. لعبت شيفيلد بجانب هذه المنظمة دورا هاماً في قيادة مباردة الأمومة الأمنة التي بدورها أدت لتحسين الجهود الدولية في مجال الصحة الإنجابية منذ عام 1987. وتحت قيادة شيفيلد أيضا توسع الدور الذي تقوم به المؤسسة، حيث أصبحت المؤسسة تقوم بذاتها بتنفيذ عدد من المشاريع، بالإضافة إلى ى تقييم جهود التنمية، وإيجاد حلول وأدوات جديدة لتحسين أوضاع الصحة الإنجابية.
خلال عام 2007،قامت شيفيلد بتأسيس المراة نبع الحياة، وهو في الأصل مؤتمر عالمي يركز على الصحة الإنجابية، وقدد تطور هذا المؤتمر بدوره ليصبح منظمة مناصرة دولية لجهود تنمية الصحة الإنجابية وتعزيز تمكين المرأة. تسعى منظمة المرأة نبع الحياة حاليا على المستوى العالمي لخلق إرادة والتزام سياسي، واستثمار مالي من أجل دعم تحقيق هدف التمنية الخامس للألفية والمتعلق بتقليل عدد وفياة النساء آثناء الولادة، بالإضافة إلى إتاحة وصول الجميع للخدمات المرتبطة بالصحة الإنجابية. رسالة المؤسسة تتركز حول أهمية الصحة الإنجابية باعتبارها حق إنساني وضرورة عملية من أجل تحقيق أهداف التنمية الآخرى. قامت مؤسسة المراة نبع الحياة بتنظيم مؤتمرين دوليين مرتبطين بصحة الأمهات والصحة الإنجابية، وسرعان ما أصبح هذا المؤتمر المصدر الرئيسي للمعلومات بخصوص كيفية دعم الجهود المرتبطة بالصحة الإنجابية وصحة الأمهات. تم عقد المؤتمر الأول في لندن خلال عام 2007، وقد شارك فيه ما يقرب من 2000 فرد من 115 دولة، بينما عقد المؤتمر الثاني في واشنطن خلال عام 2010 وقد شارك فيه 3500 مشارك من 146 دولة. أحدث هذه المؤتمرات قد تم عقده مؤخرا في كوبنهاجن خلال مايو من عام 2016. وقد شارك فيه ما يقرب من 6000 شخص من 150 دولة، وقد أعلنت شيفيلد عن تقاعدها بنهاية المؤتمر.

## المناصب والأدوار الآخرى
قبيل إنشاءها لمنظمة رعاية الأسرة قامت شيفيلد بتولي منصب الرئيس التنفيذي لمؤسسة كارنيجي التابعة للبرنامج الدولي للتعاون في نيويورك، وأيضا أصبحت ممثل إقليمي ومدير للبرامج التعليمية الدولية في أفريقيا. بالإضافة إلى ذلك  فقد شغلت عدد من المناصب التنفيذية والاستشارية في عدد من المؤسسات والمبادرات وذلك يتضمن الاتحاد الدولي لتنظيم الأسرة في غرب منطقة هاسمفير، الدولية للتواصل السكاني، الصندوق العالمي للنساء، مركز الصحة والسياسات الاجتماعية. وقد عملت شيفيلد كأحد المفوضين الثلاثين العاملين بالمفوضية العامة للأمم المتحدة للمعلومات والمسائلة المرتبطة بصحة النساء والأطفال وذلك خلال عام 2011، وقد عمل هذا الفريق على تطوير إطار عام للمسائلة الذي سيساعد الدول في عملية تتبع عملية تخصيص الموارد وتصريفها، بالإضافة لتوفير الأدلة اللازمة لتحديد أي البرامج المقدمة أكثر فعالية في مجال إنقاذ حياة النساء والأطفال . وتتواجد شيفيلد حاليا في مجلس إدارة مؤسسة رعاية النساء العالمية، وهي منظمة تهتم بالعملية الإنجابية ككل، كما إنها أحد المنظمات الأعضاء الذين يقدموا المشورة لصندوق الأمم المتحدة للسكان.

## الخلفية التعليمية
حصلت شيفيلد على درجة الماجستير في مجال التعليم الدولي والمقارن من جامعة كولومبيا، كما حصلت على درجة البكالوريوس من جامعة ولاية غلسبورو.

## الجوائز والتكريمات
قدمت المنظمة الأمريكية للصحة العامة جائزة الإنجاز لمدى الحياة خلال عام 2008، وهو ذات العام الذي تم فيه حصول المنظمة الدولية للرعاية العائلية على جائزة صندوق الأمم المتحدة للسكان للعمل المتميز في مجال الصحة الإنجابية والجنسية. كما قامت جامعة كولومبيا بتكريمها باعتبارها أحد أهم خريجيها وأكثرهم تميزا لعملها في مجال تمكين المرأة والتثقيف الصحي.